# Hitchiti

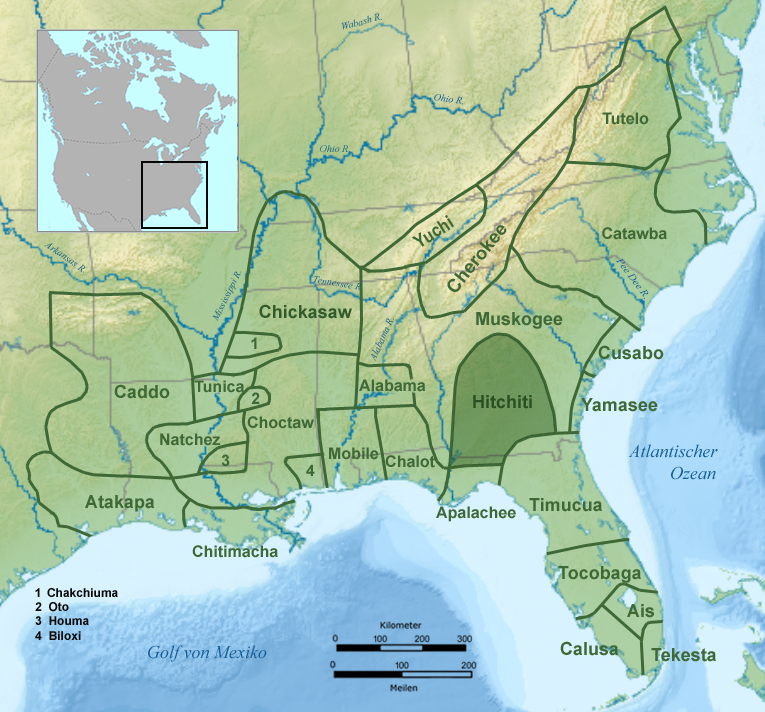
Stammesgebiet der Hitchiti im 17. Jahrhundert.

Die Hitchiti waren ein Indianerstamm Nordamerikas, dessen Sprache zur Muskogee-Sprachfamilie gehörte. Im 18. Jahrhundert lag das Wohngebiet im heutigen US-Bundesstaat Georgia und die Angehörigen lebten in einer Stadt gleichen Namens. Der Stamm war Namensgeber für die Hitchiti-Sprache, die von zahlreichen Stämmen im zentralen südlichen Georgia gesprochen wurde. Die überlebenden Hichiti wurden im 19. Jahrhundert von den Creek aufgenommen und integriert. Die Mikasuki als Sprecher der Hitchiti-Mikasuki-Sprache erhielten 1962 die bundesstaatliche Anerkennung als The Miccosukee Tribe of Indians of Florida.

## Wohngebiet
Im 17. Jahrhundert lag ihr Wohngebiet offenbar am Unterlauf des Ocmulgee Rivers in der Nähe der heutigen Stadt Macon in Georgia, wie auf frühen englischen Landkarten zu erkennen ist. Nach 1715 zogen sie ins Henry County in Alabama, auf dem Weg zu ihrem bekanntesten Wohnort, der Stadt Hitchiti am Ostufer des Chattahoochee Rivers, ungefähr 6 km unterhalb von Chiaha. Um 1839 waren alle Stämme der Region zwangsumgesiedelt worden und lebten jetzt in Reservationen im damaligen Indianerterritorium, dem heutigen Oklahoma. Die Hichiti wurden hier nach und nach von der Creek-Föderation integriert.

## Sprache
Die Hitchiti-Sprache war eine von den zahlreichen Dialekten, die in der Muskogee-Sprachfamilie gesprochen wurde. In der Kolonialzeit gehörten viele überwiegend in Georgia lebenden Stämme zu den Sprechern, wie die Apalachicola, Chiaha, Chiahudshi, Hitchiti, Occonee, Sawokli und Sawokliushi in Georgia und die Miccosukee in Florida. Zahlreiche Ortsnamen stammen aus dieser Sprache und Wissenschaftler vermuten, dass die Sprachfamilie deshalb über ein sehr viel größeres Gebiet verteilt war. Hitchiti ist mit einer ähnlichen Sprache, dem Mikasuki, verwandt und die Sprecher beider Dialekte können sich gegenseitig verständigen. Wissenschaftlich gehören beide Sprachen dem Hitchiti-Mikasuki an und werden zur östlichen Untergruppe der großen Muskogee-Sprachfamilie gezählt.

## Geschichte
Lange Zeit bevor die Europäer nach Georgia kamen, lebten dort die Angehörigen der Hitchiti und ihr Wohngebiet erstreckte sich über den gesamten zentralen, südlichen Teil des heutigen US-Bundesstaats. Sie waren keine Nomaden, obwohl ihre Angehörigen im gesamten Süden Georgias umherstreiften. Der Stamm wurde selten in historischen Dokumenten erwähnt und der erste Bericht stammt aus dem Jahr 1733, als zwei Repräsentanten ihres Stammes Häuptlinge der Creek begleiteten, um Gouverneur James Oglethorpe in Savannah zu treffen. Als der US-Indianeragent Benjamin Hawkins die Hitchiti 1799 besuchte, stellte er fest, dass der Stamm sich in zwei Siedlungen aufgeteilt hatte. Die Hitchitudshi oder Little Hitchiti lebten auf beiden Seiten des Flint Rivers unterhalb der Einmündung des Kinchafoonee Creeks, während die Tutalosi am Kinchafoonee Creek etwa 32 km westlich der Hitchitudshi siedelten.
Die Sprache der Hitchiti wurde nicht nur in ihren Siedlungen am Chattahoochee River gesprochen, sondern auch in den Städten der Lower Creek, wie Chiaha, Chiahudshi, Oconee, Sawokli, Sawokliudshi und in Apalachicola, sowie in Siedlungen am Flint River und bei den Mikasuki in Florida. Aus verschiedenen Ortsnamen ist zu entnehmen, dass auch in weiteren Gebieten von Georgia und Florida Hitchiti gesprochen wurde. Diese Sprache, die dem Idiom der Creek ähnelt, aber eine archaischere Form aufweist, wird auch als sogenannte weibliche Sprache bezeichnet. Möglicherweise sprachen auch die Yamasee Hitchiti, doch es gibt keinen eindeutigen Nachweis darüber, ob sie nicht doch eine eigene Sprache oder die Sprache der Guale gesprochen haben.
Die indigene Bevölkerung Georgias wurde um 1839 zwangsweise in das Indianerterritorium umgesiedelt. Die Hitchiti wurden ein Teil der Creek Nation, behielten jedoch Überreste ihrer Sprache und Kultur. Die Mikasuki, die mit Angehörigen der Lower Creek nach Florida einwanderten und dort das Volk der Seminolen bildeten, konnten sich als eigenständiger Stamm reorganisieren. Sie erhielten 1957 die staatliche Anerkennung Floridas und 1962 die bundesstaatliche Anerkennung als The Miccosukee Tribe of Indians of Florida. Sie sprechen teilweise heute noch ihre traditionelle Sprache, wie auch einige Angehörige der Seminolen. Einige Nachkommen der Hitchiti sind heute über den gesamten Staat Georgia verstreut.